# Kombinacja norweska na Mistrzostwach Świata w Narciarstwie Klasycznym 2011
Kombinacja norweska na Mistrzostwach Świata w Narciarstwie Klasycznym 2011 rozegrana została między 26 lutego a 4 marca 2011 w stolicy Norwegii, Oslo. Rozegrano dwie konkurencje indywidualne, metodą Gundersena na normalnej i dużej skoczni oraz dwie sztafety, na normalnej i dużej skoczni. W klasyfikacji medalowej triumfowali reprezentanci Austrii, którzy zdobyli trzy medale, w tym dwa złote. Najwięcej medali wywalczyli jednak Niemcy – 6, w tym 1 złoty, 4 srebrne i 1 brązowy.
W porównaniu do poprzednich mistrzostw nie rozegrano biegu masowego. Zamiast niego odbył się konkurs drużynowy na skoczni normalnej oraz bieg na dystansie 4x5 km. Były jedyne mistrzostwa, na których rozegrano dwie sztafety i zarazem ostatnie, w których programie znalazł się konkurs drużynowy na dużej skoczni.

## Kalendarz i wyniki
| Lp | Data           | Miejscowość | Konkurencja                                  | 1. miejsce                                                               | 2. miejsce                                                               | 3. miejsce                                                            |
| -- | -------------- | ----------- | -------------------------------------------- | ------------------------------------------------------------------------ | ------------------------------------------------------------------------ | --------------------------------------------------------------------- |
| 1. | 26 lutego 2011 | Oslo        | Gundersen (1 skok na skoczni HS 106 + 10 km) | Eric Frenzel                                                             | Tino Edelmann                                                            | Felix Gottwald                                                        |
| 2. | 28 lutego 2011 | Oslo        | HS106/4x5 km                                 | Austria David Kreiner · Bernhard Gruber · Felix Gottwald · Mario Stecher | Niemcy Johannes Rydzek · Björn Kircheisen · Tino Edelmann · Eric Frenzel | Norwegia Jan Schmid · Magnus Moan · Mikko Kokslien · Håvard Klemetsen |
| 3. | 2 marca 2011   | Oslo        | Gundersen (1 skok na skoczni HS 134 + 10 km) | Jason Lamy Chappuis                                                      | Johannes Rydzek                                                          | Eric Frenzel                                                          |
| 4. | 4 marca 2011   | Oslo        | HS134/4x5 km                                 | Austria Bernhard Gruber · David Kreiner · Felix Gottwald · Mario Stecher | Niemcy Johannes Rydzek · Björn Kircheisen · Eric Frenzel · Tino Edelmann | Norwegia Mikko Kokslien · Håvard Klemetsen · Jan Schmid · Magnus Moan |

### Gundersen HS106/10 km

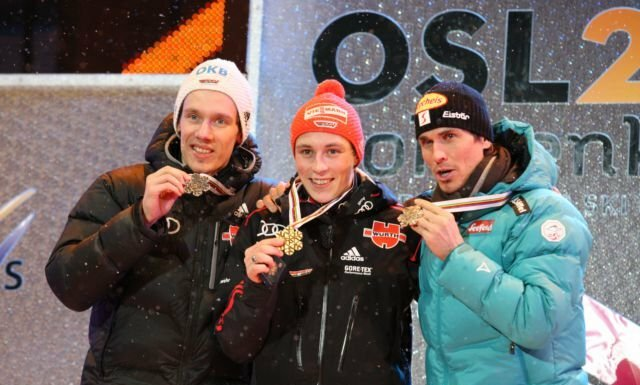
Tino Edelmann, Eric Frenzel i Felix Gottwald podczas ceremonii medalowej po konkursie indywidualnym (skok na skoczni normalnej + bieg na 10 km)

| Medal | Zawodnik          | Narodowość        | Wynik   | Strata w sekundach |
| ----- | ----------------- | ----------------- | ------- | ------------------ |
|       | Eric Frenzel      | Niemcy            | 25:19,2 |                    |
|       | Tino Edelmann     | Niemcy            | 25:31,1 | +11,9              |
|       | Felix Gottwald    | Austria           | 25:37,6 | +18,4              |
| 4     | Johannes Rydzek   | Niemcy            | 25:42,1 | +22,9              |
| 5     | Akito Watabe      | Japonia           | 25:44,7 | +25,5              |
| 6     | Mikko Kokslien    | Norwegia          | 25:48,8 | +29,6              |
| 7     | Bill Demong       | Stany Zjednoczone | 26:05,4 | +46,2              |
| 8     | Todd Lodwick      | Stany Zjednoczone | 26:06,1 | +46,9              |
| 9     | Lukas Runggaldier | Włochy            | 26:06,2 | +47,0              |
| 10    | Håvard Klemetsen  | Norwegia          | 26:06,2 | +47,0              |

### Sztafeta HS106/4x5 km
| Medal | Zawodnik                                                             | Narodowość        | Wynik   | Strata  |
| ----- | -------------------------------------------------------------------- | ----------------- | ------- | ------- |
|       | David Kreiner Bernhard Gruber Felix Gottwald Mario Stecher           | Austria           | 47:18,8 |         |
|       | Johannes Rydzek Eric Frenzel Björn Kircheisen Tino Edelmann          | Niemcy            | 47:55,2 | +0,4    |
|       | Mikko Kokslien Håvard Klemetsen Jan Schmid Magnus Moan               | Norwegia          | 48:14,4 | +40,6   |
| 4     | Bill Demong Bryan Fletcher Johnny Spillane Todd Lodwick              | Stany Zjednoczone | 47:54,6 | +54,8   |
| 5     | Maxime Laheurte Sébastien Lacroix François Braud Jason Lamy Chappuis | Francja           | 49:38,2 | +1:30,4 |
| 6     | Norihito Kobayashi Akito Watabe Daito Takahashi Yūsuke Minato        | Japonia           | 48:23,8 | +2:03,0 |
| 7     | Hannu Manninen Janne Ryynänen Joni Karjalainen Eetu Vähäsöyrinki     | Finlandia         | 49:38,3 | +3:09,5 |
| 8     | Mitja Oranič Marjan Jelenko Jože Kamenik Gašper Berlot               | Słowenia          | 50:16,8 | +3:18,0 |

### Gundersen HS134/10 km
| Medal | Zawodnik            | Narodowość        | Wynik   | Strata w sekundach |
| ----- | ------------------- | ----------------- | ------- | ------------------ |
|       | Jason Lamy Chappuis | Francja           | 25:25,6 |                    |
|       | Johannes Rydzek     | Niemcy            | 25:32,3 | +6,7               |
|       | Eric Frenzel        | Niemcy            | 25:32,6 | +7,0               |
| 4     | Håvard Klemetsen    | Norwegia          | 26:03,2 | +37,6              |
| 5     | Todd Lodwick        | Stany Zjednoczone | 26:04,4 | +38,8              |
| 6     | Bill Demong         | Stany Zjednoczone | 26:13,9 | +49,3              |
| 7     | Tomáš Slavík        | Czechy            | 26:16,5 | +51,9              |
| 8     | Lukas Runggaldier   | Włochy            | 26:23,8 | +59,2              |
| 9     | François Braud      | Francja           | 26:27,3 | +1:02,7            |
| 10    | Mario Stecher       | Austria           | 26:32,9 | +1:08,3            |

### Sztafeta HS134/4x5 km
| Medal | Zawodnik                                                             | Narodowość        | Wynik   | Strata  |
| ----- | -------------------------------------------------------------------- | ----------------- | ------- | ------- |
|       | Bernhard Gruber David Kreiner Felix Gottwald Mario Stecher           | Austria           | 47:12,3 |         |
|       | Johannes Rydzek Björn Kircheisen Eric Frenzel Tino Edelmann          | Niemcy            | 47:12,4 | +0,1    |
|       | Mikko Kokslien Håvard Klemetsen Jan Schmid Magnus Moan               | Norwegia          | 47:52,9 | +40,6   |
| 4     | Sébastien Lacroix Maxime Laheurte François Braud Jason Lamy Chappuis | Francja           | 48:04,4 | +51,9   |
| 5     | Akito Watabe Taihei Katō Yūsuke Minato Norihito Kobayashi            | Japonia           | 48:43,7 | +1:31,4 |
| 6     | Bill Demong Bryan Fletcher Johnny Spillane Todd Lodwick              | Stany Zjednoczone | 48:56,3 | +1:44,0 |
| 7     | Giuseppe Michielli Armin Bauer Lukas Runggaldier Alessandro Pittin   | Włochy            | 49:57,3 | +2:45,6 |
| 8     | Ronny Heer Seppi Hurschler Tim Hug Tommy Schmid                      | Szwajcaria        | 50:17,1 | +3:04,8 |